# Ринашенте (Рим)
Ринашенте је насеље у Италији у округу Рим, региону Лацио.
Према процени из 2011. у насељу је живело 413 становника. Насеље се налази на надморској висини од 248 м.